# Ludwik Stefaniak
Ludwik Walenty Stefaniak CM (ur. 23 marca 1930 w Przechowie, zm. 9 marca 1972 w Bydgoszczy) – polski prezbiter katolicki ze Zgromadzenia Księży Misjonarzy św. Wincentego a Paulo, biblista, tłumacz Pisma Świętego z języków oryginalnych.

## Życiorys
Do Zgromadzenia Ks. Misjonarzy wstąpił w 1947, śluby wieczyste złożył 2 października 1949. W latach 1949–1953 studiował w Instytucie Teologicznym Ks. Misjonarzy w Krakowie i równocześnie na Uniwersytecie Jagiellońskim. W 1952 obronił na UJ pracę magisterską Przypowieści o modlitwie w Ewangelii św. Łukasza. Święcenia kapłańskie przyjął 21 czerwca 1953. W 1954 doktoryzował się na podstawie pracy Zmartwychwstanie Chrystusa i wiernych w Listach św. Pawła, napisanej pod kierunkiem Piotra Stacha. Od 1955 był wykładowcą ITKM w Krakowie i członkiem redakcji "Ruchu Biblijnego i Liturgicznego" (w latach 1955-1957 odpowiadał w piśmie za dział Nowego Testamentu, następnie był członkiem kolegium redakcyjnego). Był autorem 190 haseł do Podręcznej Encyklopedii Biblijnej. W latach 1960–1961 przebywał w celach naukowych zagranicą. Po powrocie do Polski pracował jako wikariusz w Bydgoszczy. W 1965 rozpoczął wykłady zlecone i otworzył przewód habilitacyjny na Uniwersytecie Warszawskim, od 1969 kontynuowany wobec zastrzeżeń władz PRL w Akademii Teologii Katolickiej w Warszawie. Jego kolokwium habilitacyjne na podstawie pracy Elementy judaistyczne i motywy hellenistyczne rozdziału XII Apokalipsy Janowej w świetle tekstów qumrańskich i danych z archeologii odbyło się w 1970, ale stopień naukowy nie został zatwierdzony przed jego śmiercią. W 1971 został członkiem Komitetu Nauk o Kulturze Antycznej Polskiej Akademii Nauk i wykładowcą ATK, a w roku akademickim 1971/1972 kierownikiem Katedry Archeologii Chrześcijańskiej ATK. W ostatnich latach życia chorował na białaczkę, zmarł na zawał serca.
Dla Biblii Tysiąclecia przetłumaczył Księgę Joela, 1 i 2 List do Tesaloniczan. W 1958 wydał książkę Interpretacja 12 rozdziału Apokalipsy św. Jana w świetle historii egzegezy